# Cerignola
Cerignola je italská obec v oblasti Apulie, je to po Římu a Ravenně třetí největší italská obec podle rozlohy.

## Sousední obce
Ascoli Satriano, Canosa di Puglia (BA), Carapelle, Foggia, Lavello (PZ), Manfredonia, Orta Nova, San Ferdinando di Puglia, Stornara, Stornarella, Trinitapoli, Zapponeta

## Vývoj počtu obyvatel
Počet obyvatel